# Баттен, Джерард
Дже́рард Джо́зеф Ба́ттен (англ. Gerard Joseph Batten; род. 27 марта 1954, Хэролд Хилл, Хаверинг, Лондон) — британский политик, лидер Партии независимости Соединённого королевства (с 2018).

## Биография
28 лет проработал рядовым сотрудником British Telecom, в 1993 году принял участие в создании Партии независимости Соединённого королевства, с 1994 по 1997 был первым секретарём ПНСК, входил в Национальный исполнительный комитет партии. После избрания в Европейский парламент стал членом Комитета по вопросам безопасности и обороны, одновременно отвечал в ПНСК за освещение в прессе политики партии в этой же области. Ежегодно публиковал доклад «Сколько стоит Британии Европейский парламент?», в котором доказывал, что страна ежегодно теряет от членства в Евросоюзе 50 млрд фунтов стерлингов. Был лично знаком с Александром Литвиненко, несколько раз встречался с ним и впоследствии утверждал, что незадолго до смерти Литвиненко получал предупреждения об угрозе его жизни.
В марте 2006 года Баттен поддержал обвинения Литвиненко и Скарамеллы против Романо Проди, потребовав в Европарламенте расследования на предмет связей итальянского политика с КГБ.
В 2008 году Баттен был официальным кандидатом ПНСК на выборах мэра Лондона, высказываясь в ходе кампании в поддержку группы «Мучеников метрической системы», которая добивалась права продавцов маркировать товары в соответствии исключительно с британской системой мер и весов.
17 февраля 2018 года избран исполняющим обязанности партийного лидера после принудительной отставки Генри Болтона из-за связи с активисткой Джо Марни, которая рассылала расистские и оскорбительные сообщения, в том числе о Меган Маркл — невесте принца Гарри.
14 апреля 2018 года, будучи единственным кандидатом, избран новым лидером ПНСК. Немедленно подтвердил своё прежнее заявление, что в случае безальтернативных выборов уйдёт в отставку через год, сделав всё возможное для вывода партии из сложного положения.
2 июня 2019 года объявил об отставке с поста лидера партии после её провала на европейских выборах. Имея после предыдущих выборов 24 евродепутата, партия получила поддержку 3,2 % избирателей и не смогла провести ни одного. Ранее многие видные деятели ПНСК, включая наиболее известного, Найджела Фаража, вышли из партии в знак протеста против назначения Баттеном на пост своего советника крайне правого антиисламского активиста Томми Робинсона.